# Emir Bekrić

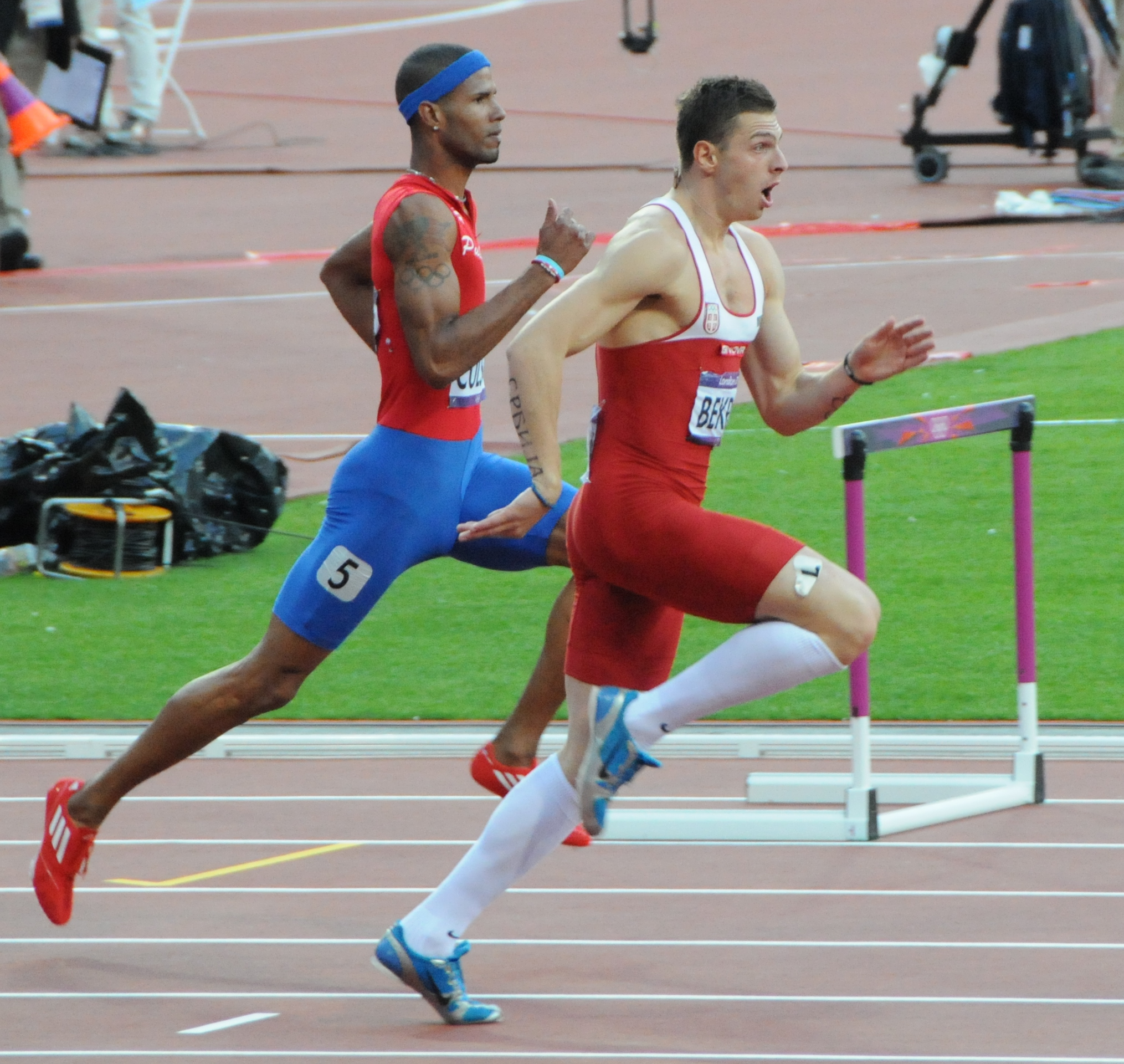
Emir Bekrić (rechts) bei den Olympischen Spielen 2012

Emir Bekrić (serbisch-kyrillisch Емир Бекрић; * 14. März 1991 in Belgrad) ist ein serbischer Hürdenläufer.
Bekrić gewann eine Bronzemedaille über 400 m Hürden bei den U23-Europameisterschaften 2011 in Ostrava. Bei der Sommer-Universiade 2011 in Shenzhen stellte er im Semifinale einen serbischen Rekord über 400 m Hürden auf. Im Finale wurde er Sechster. Bei den Europameisterschaften 2012 gewann er Silber über 400 m Hürden in 49,49 s. Kurz danach erreichte er bei den Olympischen Spielen in London das Halbfinale und steigerte  seine persönliche Bestleistung auf 49,21 s. Bei den Leichtathletik-Weltmeisterschaften 2013 in Moskau gewann er mit dem Landesrekord von 48,05 s die Bronzemedaille.